# 张定鸿
张定鸿（1927年2月—2017年4月27日），男，浙江慈溪人，中华人民共和国政治人物，曾任中共上海市委常委、中共上海市纪委书记，第八届全国人大代表。